# Платсберг (Мисури)
Платсберг (енгл. Plattsburg) град је у америчкој савезној држави Мисури.

## Демографија
По попису из 2010. године број становника је 2.319, што је 35 (-1,5%) становника мање него 2000. године.
| Група             | 2000.         | 2010.         |
| Белци             | 2.137 (90,8%) | 2.058 (88,7%) |
| Афроамериканци    | 147 (6,2%)    | 139 (6,0%)    |
| Азијати           | 5 (0,2%)      | 2 (0,1%)      |
| Хиспаноамериканци | 23 (1,0%)     | 53 (2,3%)     |
| Укупно            | 2.354         | 2.319         |